# Miluza

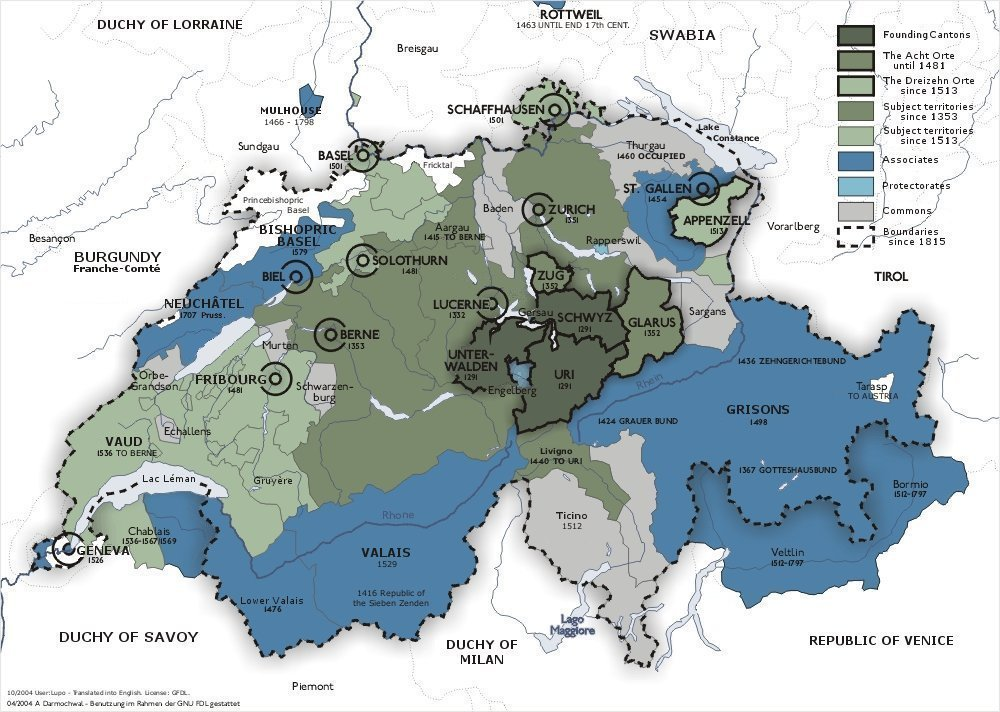
Miluza (Mulhouse) na mapie Starej Konfederacji Szwajcarskiej (1466-1798)

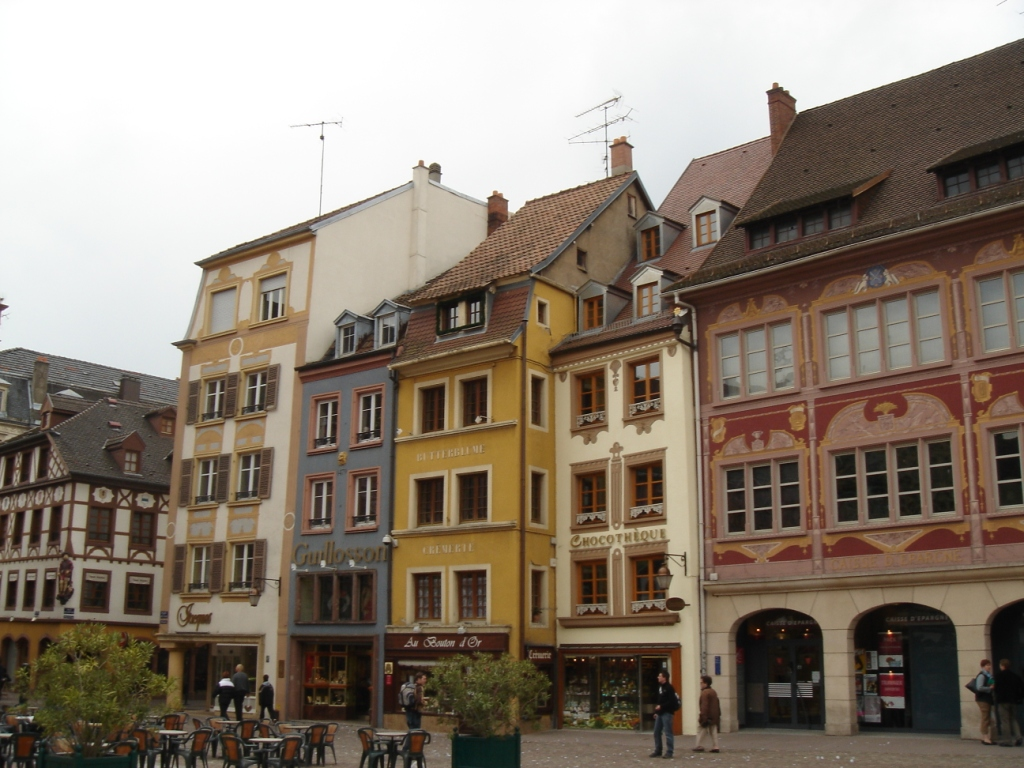
Stare miasto w Miluzie

Miluza (fr. Mulhouse, wymowaⓘ; niem. Mülhausen, wymowaⓘ; alz. Milhüsa) – miejscowość i gmina położona we wschodniej Francji, w regionie Grand Est, w departamencie Górny Ren. Położone jest nad rzekami Doller i Ill, dopływami Renu.

## Historia
Nazwa miasta pochodzi od niemieckiego słowa młyny (Mühlhausen), gdyż pierwszymi budynkami były młyny zbudowane nad rzekami Ill i Doller. Symbolem miasta jest zatem koło młyńskie.
Pierwsze wzmianki pochodzą z XII wieku. W 1354 roku wstąpiła do związku Décapole (gr. dziesięć miast), zrzeszającego wolne miasta Alzacji. W 1515 Miluza opuściła Décapole żeby związać się z 13 szwajcarskimi kantonami. W początkowym okresie Reformacji w 1527 r. miasto zawarło jednak porozumienie z reformowanymi kantonami szwajcarskimi: Bernem, Bazyleą, Szafuzą, St. Gallen oraz Zurychem i z racji swej większości protestanckiej nie utrzymywało kontaktów z kantonami katolickimi. W 1586 r. na tle wewnętrznego konfliktu doszło w mieście do wybuchu zamieszek, które przerodziły się w starcie zbrojne. Zwycięsko wyszła z nich frakcja katolicka, która natychmiast przeprowadziła rekatolicyzację miasta. W odpowiedzi na to kantony protestanckie (przede wszystkim Berno, Bazylea i Zurych) podjęły próbę mediacji w celu przywrócenia dawnego porządku. Gdy to nie poskutkowało, podjęły one interwencję zbrojną i obaliły nowe władze, nie zwracając uwagi na protesty słabszych kantonów katolickich.
W 1674 roku miała miejsce bitwa pod Miluzą.
Miluza tworzyła niezależną republikę aż do wcielenia do terytorium francuskiego 4 stycznia 1798 w czasach Dyrektoriatu.

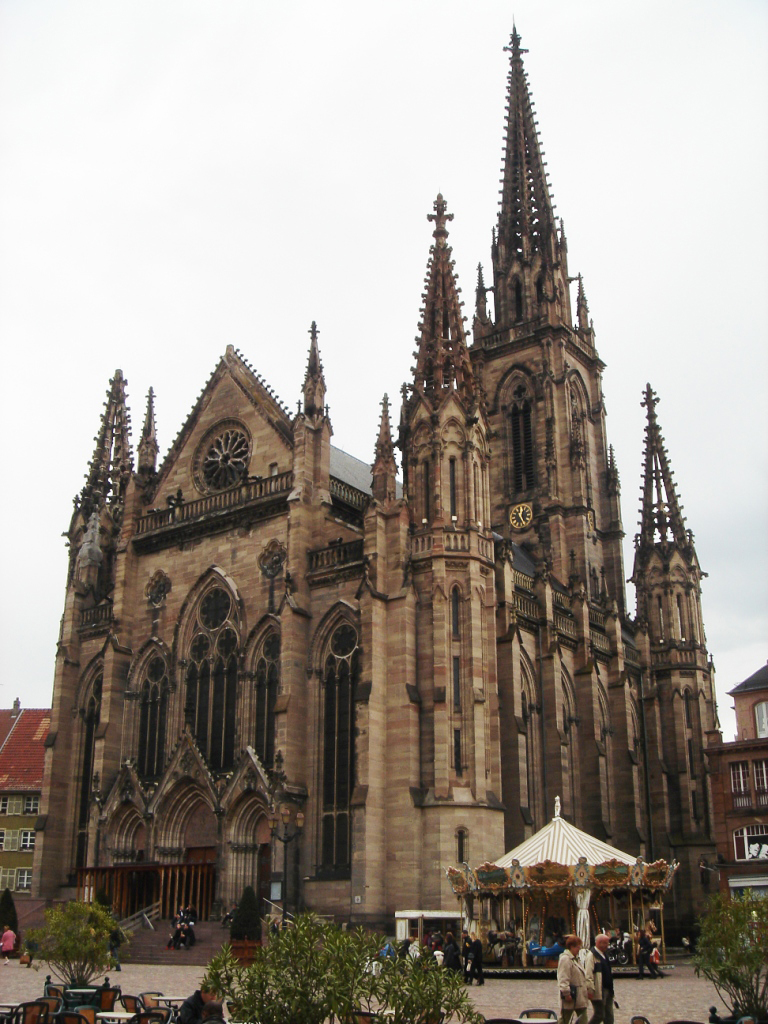
Katedra w Miluzie

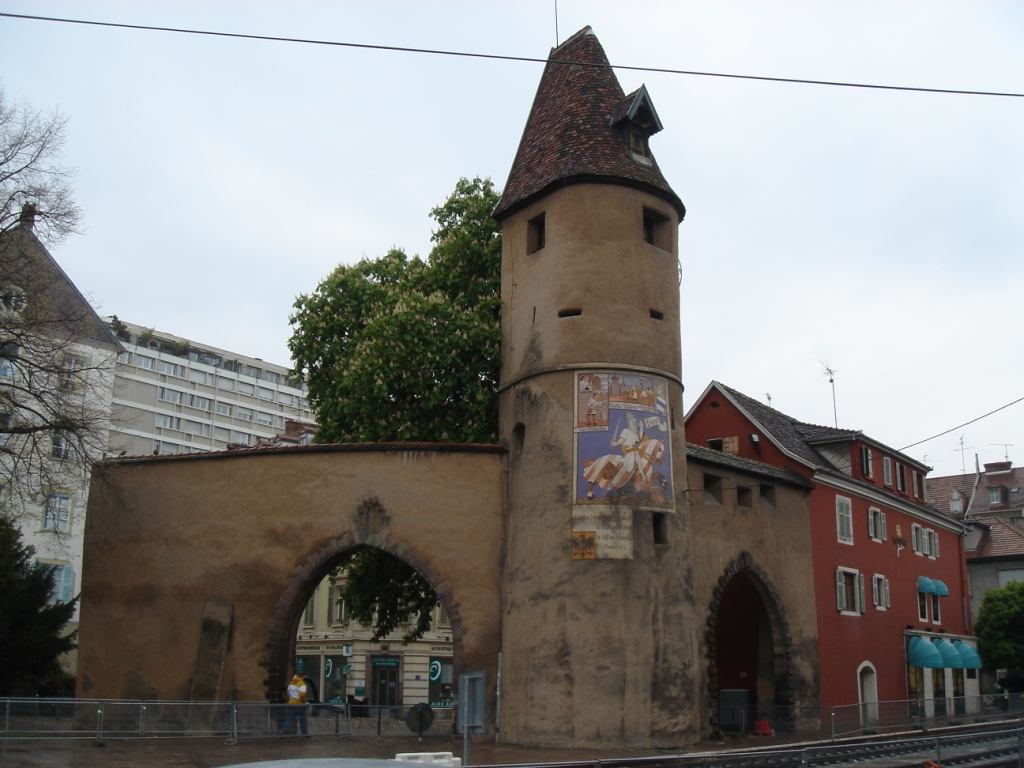
Mury miejskie

Z racji dość późnego przyłączenia do Francji, a także dlatego, że Miluza była wówczas niezbyt ważna, jej rola administracyjna pozostała ograniczona. Wobec tego Colmar, dziś mający znacznie mniej mieszkańców, jest prefekturą (stolicą) departamentu, podczas gdy Miluza została podprefekturą dopiero w 1857 roku.
Do rozwoju Miluzy, otoczonej terenami wiejskimi, przyczynił się przemysł tekstylny i garbarski, później także przemysł chemiczny i mechaniczny od połowy XVIII wieku. Ma związki z Luizjaną, skąd sprowadza bawełnę, a także z krajami Lewantu.
Po wojnie francusko-pruskiej w latach 1870/1871 Miluza wraz z całą Alzacją zostały wcielone do Rzeszy Niemieckiej. Po wybuchu I wojny światowej w 1914 w okolicy doszło do bitwy pod Mülhausen (7–10 sierpnia 1914). Francuzi zajęli Miluzę 8 sierpnia, lecz zostali wyparci przez wojska niemieckie 10 sierpnia i francuska ofensywa zmierzająca do opanowania Alzacji załamała się. Francja odzyskała miasto 17 listopada 1918 roku. W czasie II wojny światowej wojska niemieckie wkroczyły do Miluzy 19 czerwca 1940, a dzień później miasto odwiedził incognito Adolf Hitler. Oddziały francuskie pod wodzą generała Jeana de Lattre de Tassigny’ego, idąc od strony Bruebach i Zimmersheim oraz wznosząc okrzyki „Niech żyje Francja!”, „Niech żyje de Gaulle!”, wyzwoliły miasto 21 listopada 1944 roku.

### Rozwój dzielnic
Miluza składa się, ogólnie rzecz biorąc, z dolnego i górnego miasta.
- Dolne miasto było niegdyś dzielnicą kupców i rzemieślników. Rozciąga się wokół Placu Réunion (dzisiejsza nazwa nadana na pamiątkę ponownego przyłączenia do Francji). Obecnie jest to strefa piesza.
- Górne miasto rozwijało się od XVIII wieku. Różne zakony zakładały tam swoje klasztory, zwłaszcza franciszkanie, augustianie, klaryski i kawalerowie maltańscy.
- Nowa dzielnica jest pierwszym przykładem planowej urbanizacji w Miluzie, od 1826 r., po wyburzeniu murów obronnych (jak w wielu francuskich miastach). Skupia się wokół Placu Republiki. Jej rozkład i trójkątna forma demonstruje zamysł projektantów. Plany zostały powierzone architektom G. Stolzowi i Félixowi Fries. W tę dzielnicę zainwestowały bogate rodziny magnatów przemysłowych, liberałów i republikanów.
- Dzielnica Rebberg składa się z domów mistrzów na wzór rezydencji plantatorów bawełny z Luizjany. Początkowo, ten teren zajmowały winnice miejskie (reb: wino; berg: wzgórze). Znajdują się tu też domy na wzór angielski: cottages (ang. domki, chatki) ukazujące związki z Manchesterem od czasu wyjazdów synów przemysłowców na studia do Anglii.

Ratusz miejski (1553) wzniesiony został w stylu renesansowym. Montaigne w 1580 r. opisał go jako „wspaniały pałac cały złocony” (palais magnifique et tout doré). Ratusz rozsławiły malowidła iluzjonistyczne (w stylu trompe-l'oeil) i alegoryczne przedstawienia cnót i ułomności. Freski z Sali obrad przedstawiają herby szwajcarskich kantonów, z którymi miasto było związane.

## Gospodarka
Miasto z początku rozwijało się dzięki przemysłowi tekstylnemu, później także dzięki związanymi z nim przemysłom maszynowemu i chemicznemu. Niektóre elementy tego sektora dotrwały do naszych czasów, ale po II wojnie światowej kryzys w przemyśle tekstylnym nie ominął także Miluzy. Ważna reorientacja miała miejsce wraz z założeniem fabryki samochodów w 1962, co zapoczątkowało restrukturyzację miejscowych gałęzi gospodarki.
Warto zauważyć bliskość złóż potasu na północ od miasta, które dawały zatrudnienie przez cały XX wiek.
- Przemysł samochodowy (Fabryka Peugeot-Mulhouse, pierwszy pracodawca Alzacji zatrudniający 12 580 pracowników, w tym 1630 czasowych pod koniec sierpnia 2004) oraz podwykonawcy
- Chemia (ICMD)
- Elektronika (Clemessy)
- Mechanika (SACM – Warsitlä)
- Tekstylia (DMC, Superba)

W latach 1909–1914 w Miluzie działała wytwórnia lotnicza Automobil und Aviatik.

## Administracja

### Dzielnice
Miluza dzieli się na 16 dzielnic: Bassin Nordfeld, Bourtzwiller, Brustlein, Centre historique (Centrum historyczne), Cité Briand, Coteaux, Daguerre, Doller, Dornach, Drouot Barbanègre, Fonderie, Franklin Fridolin, Haut Poirier, Rebberg, Vauban Neppert, Wolf Wagner. Od 1994 każda dzielnica posiada radę dzielnicy.

### Przyłączenia gmin
Dawna gmina Dornach, na wschód od Miluzy, została do niej przyłączona 1914 a gmina Bourtzwiller, na północ od miasta – w 1947 roku.

### Kantony
Miluza dzieli się na 4 kantony:
- Miluza-wschód (28 270 mieszkańców);
- Miluza-północ (34 066 mieszkańców);
- Miluza-zachód (25 473 mieszkańców);
- Miluza-południe składający się z części Miluzy oraz gmin Bruebach, Brunstatt, Didenheim, Flaxlanden, Galfingue, Heimsbrunn, Morschwiller-le-Bas i Zillisheim (38 792 mieszkańców).

## Merowie Miluzy
W sali obrad ratusza na głównej ścianie znajduje się wielka tablica przedstawiająca popiersia wszystkich burmistrzów i merów miasta od 1349 r. Oto troje ostatnich z nich:
- Jean-Marie Bockel (1989 – dziś) – PS
- Joseph Klifa (1981–1989) – PSD
- Émile Muller (1956–1981) – PSD

## Postacie
Stanisław Kostanecki (1860–1910)
chemik organik, profesor Uniwersytetu w Bernie, jeden z najwybitniejszych polskich chemików. W Miluzie podejmuje pracę u prof. Noeltinga. Doświadczenia Kostaneckiego zmierzają do wyjaśnienia związku między budową chemiczną związków organicznych, a ich właściwościami barwnikowymi. Powoli zarysowują się zręby jego teorii barwliwości. W ciągu trzech lat pobytu w Miluzie opracowuje bardzo istotną, ze względu na praktyczne zastosowanie, teorię barwienia na zaprawach.
Alfred Dreyfus (1859-1935)
urodzony w Miluzie 9 października 1859 r., został niesłusznie zdegradowany i skazany na dożywotni obóz w 1894 r. za rzekomą zdradę na rzecz Niemiec. Później zrehabilitowany.
Johann Heinrich Lambert (1728–1777)fizyk, matematyk, kartograf, astronom i filozof, Jean-Henri Lambert był prekursorem nauki eksperymentalnej. W 1764 r., Fryderyk II Wielki przyjął go do akademii w Berlinie gdzie był aż do śmierci jednym z najaktywniejszych i najbystrzejszych jej członków.
Katia (1942–1991) i Maurice Krafft (1946-1991)jedni z najsławniejszych wulkanologów świata. Ich doskonała znajomość tej dziedziny pozwoliła ocalić tysiące istnień ludzkich poprzez ewakuację ludności z terenów zagrożonych. Zrealizowali wiele wypraw do wulkanów Włoch, Islandii, Indonezji i Afryki. Oboje zaginęli w czasie erupcji wulkanu Unzen w Japonii 3 czerwca 1991 r.
William Wyler (1902–1981)otrzymał doskonałe wykształcenie w Lozannie, później studiował skrzypce na Konserwatorium Paryskim. Od 1922 r. pracował dla studiów Universal, z początku w usługach związanych z reklamą, później jako asystent produkcji. Przeszedł do historii jako reżyser – laureat trzech Oscarów za filmy Ben-Hur, Najlepsze lata naszego życia oraz Pani Miniver; nominowany dwunastokrotnie.
Godefroy Engelmann (1788–1839)wynalazł w 1836 r. proces kolorowania obrazów, do dziś wykorzystywany w druku: chromolitografię.
Franciszka Cegielska (1946–2000)urodzona w Miluzie, prezydent Gdyni w latach 1990–1998, polska minister zdrowia w latach 1999–2000, poseł na Sejm RP III kadencji.

## Zabytki i ciekawe miejsca
- Renesansowy ratusz z 1553 r.

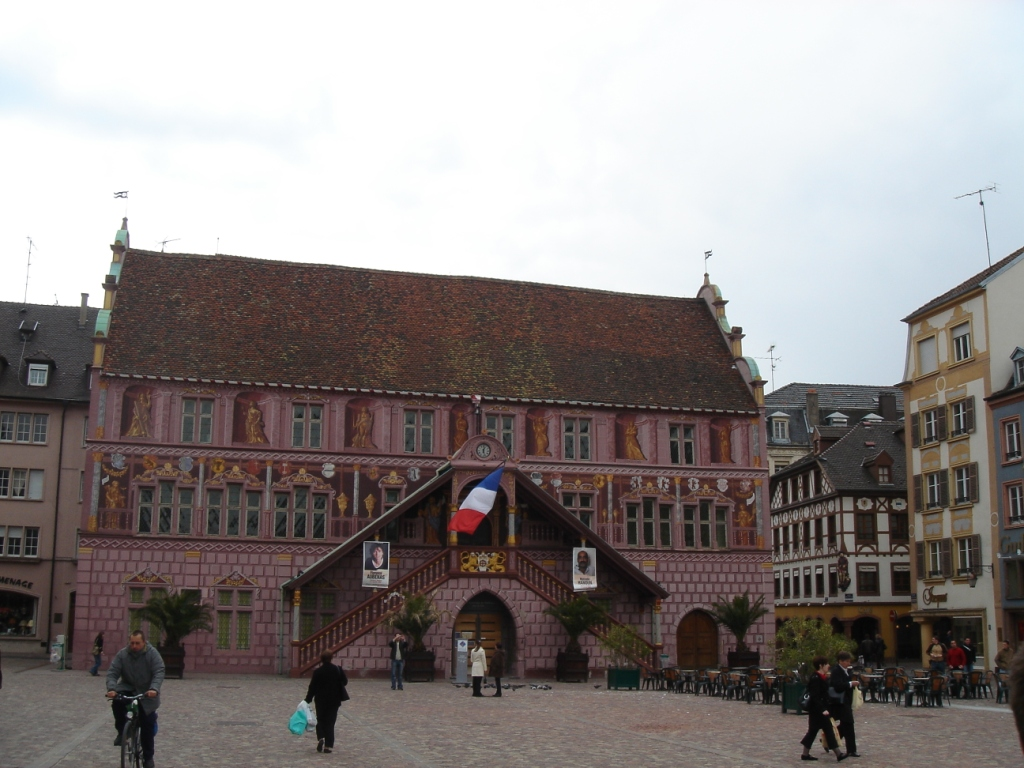
Ratusz w Miluzie

- kościół św. Szczepana z XIV-wiecznymi witrażami
- pozostałości średniowiecznych obwarowań miasta z basztami
- Dzielnica robotnicza z XIX wieku, na wzór robotniczej dzielnicy w Manchesterze

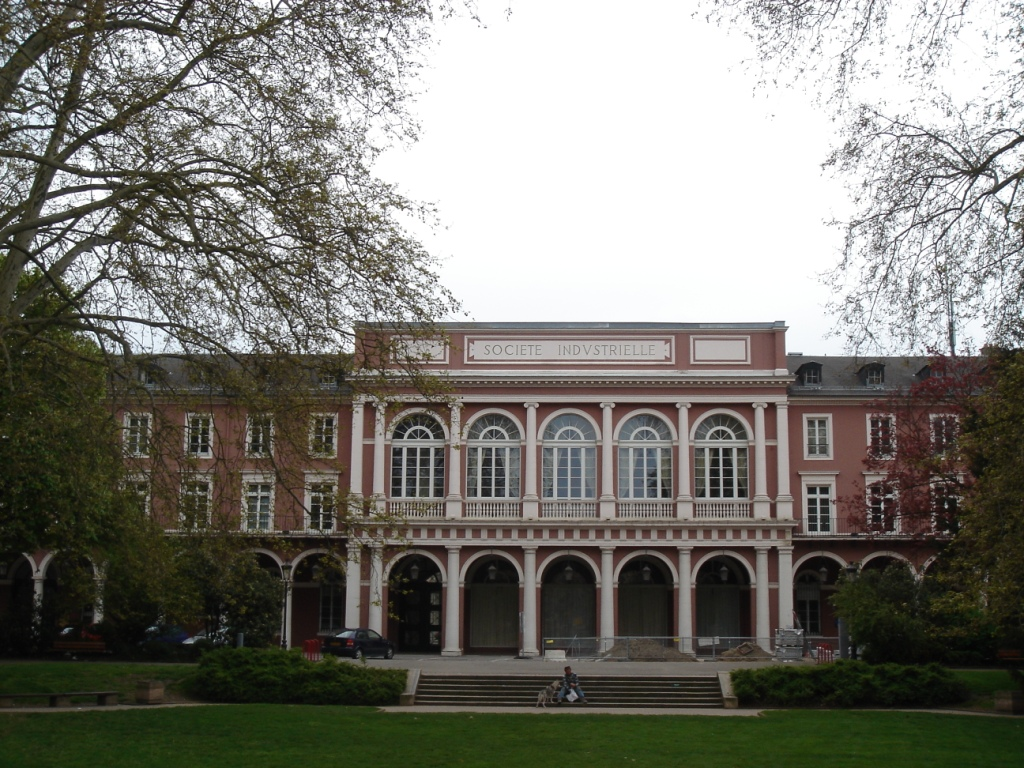
Spółka Przemysłowa Miluzy

- Giełda i budynek Spółki Przemysłowej Miluzy (Société Industrielle de Mulhouse) z XIX w.
- Muzeum samochodów Société Industrielle de Mulhouse (kolekcja braci Schlumpf)
- Miasto pociągów (Cité du train)
- Muzeum elektryczności (Electropolis) Electropolis
- Ogród zoologiczno-botaniczny
- Liczne ruiny przemysłowe
- Skansen (EcoMusée) EcoMusée alzacki (w CAMSA)
- Wieża Belvédère, z której jest panoramiczny (360°) widok na miasto
- Muzeum tkanin (Musée de l'Impression sur étoffes).Musée de l'Impression sur étoffes

W centrum miasta wznosi się Wieża Europy (la Tour de l'Europe) o wysokości 106 m i wzniesiona w 1972 przez architekta François Spoerry'ego. Na szczycie tego budynku mieszkalnego (180 mieszkań) o żelbetowej konstrukcji mieści się restauracja panoramiczna wyróżniająca się obrotową podłogą, co pozwala na obserwację panoramy (Jura, Schwarzwald, Alpy szwajcarskie) podczas posiłku. Widoczna z daleka, wieża stała się od czasu wybudowania symbolem Miluzy.
Świadectwem dawnych związków ze Szwajcarią jest częste upiększanie ścian przy pomocy fresków. Najpiękniejszym tego przykładem jest ratusz miejski z murami pokrytymi malarstwem iluzjonistycznym. Według niektórych historyków, tradycja ta jest przejawem odwiecznej chęci miasta ukrycia swojej niezbyt szlachetnej przeszłości i swoich murów, poprzez żywe kolory i freski nawiązujące do chwalebnych epizodów z historii miasta.

## Polemiki na temat wizerunku Miluzy
Wielu prezenterów radiowych i telewizyjnych wyrażało się pośrednio niepochlebnie o mieście poprzez niestosowne żarty. Można zwłaszcza przytoczyć Thierry’ego Ardissona, który na kanale France 2 w swoim programie „Wszyscy o tym mówią” (Tout le monde en parle) zwrócił się do swojego gościa: „z miłości mógłby pan zamieszkać w Miluzie”, silnie podkreślając degradujący aspekt takiej ewentualności. Można również zacytować prezentera Arthura na TF1 31 grudnia 2004 komentującego chwilę przed północą swoje mierne zdolności piosenkarskie: „nie nadawałbym się nawet żeby wystąpić na miejscowym castingu w Miluzie do Akademii Gwiazd”.
Innym razem Arthur z pogardą wspomniał o „święcie piwa w Miluzie” podczas jednej ze swoich audycji „120 minut szczęścia” (120 minutes de bonheur) nadawanych w TF1.

## Sport
- FC Mulhouse: Klub piłkarski w Miluzie

## Współpraca
Miejscowości partnerskie:
- Walsall, od 1953
- Antwerpia, od 1956
- Kassel, od 1965
- Bergamo, od 1989
- Chemnitz, od 1990
- Giv'atayim, od 1991
- Timișoara, od 1991
- El Khroub, Algieria, od 1999
- Sofara, od 2003
- Milwaukee, USA